# Botola 2018-19
La Botola 2018-19 fue la 63a edición de la Liga de Fútbol de Marruecos. En dicha temporada, participan dieciséis equipos, los catorce mejores de la pasada, más dos provenientes de la segunda división. El actual campeón es el Ittihad Tanger.
El torneo se disputa mediante el sistema de todos contra todos, donde cada equipo jugará contra los demás dos veces, una como local, y otra como visitante. Cada equipo recibe tres puntos por partido ganado, un punto en caso de empate, y ninguno si pierde.
En esta edición, el campeón y subcampeón obtienen un lugar en la Liga de Campeones de la CAF. El tercer equipo clasificará a la Copa Confederación de la CAF y el cuarto clasificará a la Copa de Clubes del Mundo Árabe
Los equipos que queden ubicados en las últimas dos posiciones descenderán automáticamente a la segunda división.

## Ascensos y descensos
Un total de 16 equipos disputan la liga, los clubes Chabab Atlas Khénifra y Racing de Casablanca descendidos la temporada anterior son reemplazados para este torneo por el campeón y subcampeón de la Botola 2, el Mouloudia d'Oujda y el Youssoufia Berrechid respectivamente.
| Pos. | Descendidos de la Botola 2017-18 |
| ---- | -------------------------------- |
| 15.º | Chabab Atlas Khénifra            |
| 16.º | Racing de Casablanca             |

| Pos. | Ascendidos de la Botola 2 2017-18 |
| ---- | --------------------------------- |
| 1.º  | Mouloudia d'Oujda                 |
| 2.º  | Youssoufia Berrechid              |

## Equipos temporada 2018-19
| Club                   | Ciudad     | Estadio                        | Capacidad |
| ---------------------- | ---------- | ------------------------------ | --------- |
| Chabab Rif Al Hoceima  | Alhucemas  | Estadio Mimoun Al Arsi         | 12,000    |
| Difaa El Jadida        | El-Yadida  | Estadio El Abdi                | 15,000    |
| FAR Rabat              | Rabat      | Estadio Moulay Abdellah        | 52,000    |
| Fath Union Sport       | Rabat      | Stade de FUS                   | 20,000    |
| Hassania Agadir        | Agadir     | Estadio de Agadir              | 45,480    |
| Ittihad Tanger         | Tánger     | Estadio de Tánger              | 45,000    |
| Kawkab de Marrakech    | Marrakech  | Estadio de Marrakech           | 45,240    |
| Mogreb Atlético Tetuán | Tetuán     | Stade Saniat Rmel              | 15,000    |
| Mouloudia d'Oujda      | Uchda      | Stade d'Honneur                | 30,000    |
| Olympic Safi           | Safí       | Estadio El Massira             | 15,000    |
| Olympique Khouribga    | Juribga    | Complexe OCP                   | 10,000    |
| Raja Casablanca        | Casablanca | Estadio Mohammed V             | 67,000    |
| Rapide Oued Zem        | Oued Zem   | Estadio Municipal de Oued Zem  | 3,000     |
| RSB Berkane            | Berkan     | Estadio Municipal de Berkane   | 15,000    |
| Wydad Casablanca       | Casablanca | Estadio Mohammed V             | 67,000    |
| Youssoufia Berrechid   | Berrechid  | Estadio Municipal de Berrechid | 5,000     |

Fuente: Soccerway.com

## Tabla de posiciones
- Actualización final el 15 de mayo de 2019[1]

| Pos. | Equipo                | Pts. | PJ | G  | E  | P  | GF | GC | Dif. | Clasificación o descenso                 |
| ---- | --------------------- | ---- | -- | -- | -- | -- | -- | -- | ---- | ---------------------------------------- |
| 1    | Wydad Casablanca (C)  | 59   | 30 | 17 | 8  | 5  | 56 | 30 | +26  | Clasifica a Liga de Campeones de la CAF  |
| 2    | Raja Casablanca       | 55   | 30 | 15 | 10 | 5  | 56 | 36 | +20  | Clasifica a Liga de Campeones de la CAF  |
| 3    | Hassania Agadir       | 45   | 30 | 12 | 9  | 9  | 30 | 22 | +8   | Clasifica a Copa Confederación de la CAF |
| 4    | Olympic Safi          | 45   | 30 | 12 | 9  | 9  | 37 | 38 | −1   | Clasifica a Copa de Campeones Árabe      |
| 5    | IR Tanger             | 40   | 30 | 9  | 13 | 8  | 27 | 30 | −3   | Clasifica a Copa de Campeones Árabe      |
| 6    | Youssoufia Berrechid  | 39   | 30 | 10 | 9  | 11 | 36 | 37 | −1   |                                          |
| 7    | RSB Berkane           | 39   | 30 | 8  | 15 | 7  | 34 | 34 | 0    | Clasifica a Copa Confederación de la CAF |
| 8    | Difaâ El Jadidi       | 39   | 30 | 9  | 12 | 9  | 30 | 32 | −2   |                                          |
| 9    | FUS Rabat             | 38   | 30 | 8  | 14 | 8  | 25 | 25 | 0    |                                          |
| 10   | Rapide Oued Zem       | 37   | 30 | 7  | 16 | 7  | 28 | 31 | −3   |                                          |
| 11   | Olympique Khouribga   | 36   | 30 | 8  | 12 | 10 | 38 | 42 | −4   |                                          |
| 12   | Mouloudia d'Oujda     | 35   | 30 | 8  | 11 | 11 | 31 | 38 | −7   |                                          |
| 13   | Moghreb Tétouan       | 34   | 30 | 8  | 10 | 12 | 29 | 32 | −3   |                                          |
| 14   | FAR Rabat             | 33   | 30 | 7  | 12 | 11 | 32 | 32 | 0    |                                          |
| 15   | Kawkab Marrakesh      | 30   | 30 | 7  | 9  | 14 | 34 | 40 | −6   | Descenso a la Botola 2                   |
| 16   | Chabab Rif Al Hoceima | 27   | 30 | 6  | 9  | 15 | 27 | 51 | −24  | Descenso a la Botola 2                   |

 Fuente: frmf.ma
Criterios de clasificación: 1) Puntos; 2) puntos entre sí; 3) diferencia de goles; 4) Goles marcados

## Goleadores
- Actualizado al 15 de mayo de 2019
| Rank | Player              | Club                | Goles |
| ---- | ------------------- | ------------------- | ----- |
| 1    | Mouhcine Iajour     | Raja Casablanca     | 19    |
| 1    | Kodjo Fo-Doh Laba   | RSB Berkane         | 19    |
| 3    | Koffi Boua          | RS Berkane          | 14    |
| 4    | Saimon Msuva        | Difaa El Jadida     | 13    |
| 5    | Khalid Hachadi      | Olympique Khouribga | 12    |
| 6    | Reda El Hajhouj     | Olympique Khouribga | 11    |
| 7    | N'Tji Amadou Samaké | Kawkab de Marrakech | 10    |
| 8    | Mehdi Naghmi        | Ittihad Tanger      | 9     |
| 9    | Zakaria Hadraf      | Raja Casablanca     | 8     |
| 9    | Abdoulaye Diarra    | Rapide Oued Zem     | 8     |
| 9    | Michel Babatunde    | Wydad Casablanca    | 8     |